# Jaelene Hinkle
Jaelene Hinkle és una defensa de futbol internacional pels Estats Units des del 2015.

## Trajectòria
| Temporades  | Lliga             | Club                   | P  | G  | Actualitzat |
| ----------- | ----------------- | ---------------------- | -- | -- | ----------- |
| 2011 - 2014 | D3                | Texas Tech Red Raiders |    |    |             |
| 2013        | D2                | Seattle Sounders       | 07 | 02 |             |
| 2015 - act. | D1                | Western New York Flash | 37 | 02 | 19/11/2016  |
|             |                   |                        |    |    |             |
| 2010        | Selecció sub-17   | Selecció sub-17        |    |    |             |
| 2015 - act. | Selecció absoluta | Selecció absoluta      | 08 | 0  | 15/02/2016  |

## Palmarès
| Títols — Seleccions nacionals            |
|                                          |
| Títols — Clubs                           |
| 1 Lliga Professional                     |
| Reconeixements — Premis                  |
|                                          |
| Reconeixements — Seleccions de jugadores |
|                                          |